# Clavans-en-Haut-Oisans
Clavans-en-Haut-Oisans är en kommun i departementet Isère i regionen Auvergne-Rhône-Alpes i sydöstra Frankrike. Kommunen ligger i kantonen Le Bourg-d'Oisans som tillhör arrondissementet Grenoble. År 2022 hade Clavans-en-Haut-Oisans 81 invånare.

## Befolkningsutveckling
Antalet invånare i kommunen Clavans-en-Haut-Oisans
Referens:INSEE